# Tombe des Olympiades
La tombe des Olympiades (de l'italien « tomba delle Olimpiadi »)  est une des tombes étrusques peintes  de la nécropole de Monterozzi, dont les fresques ont été transférées dans une reconstitution de la  tombe au Musée archéologique national de Tarquinia. 

## Description

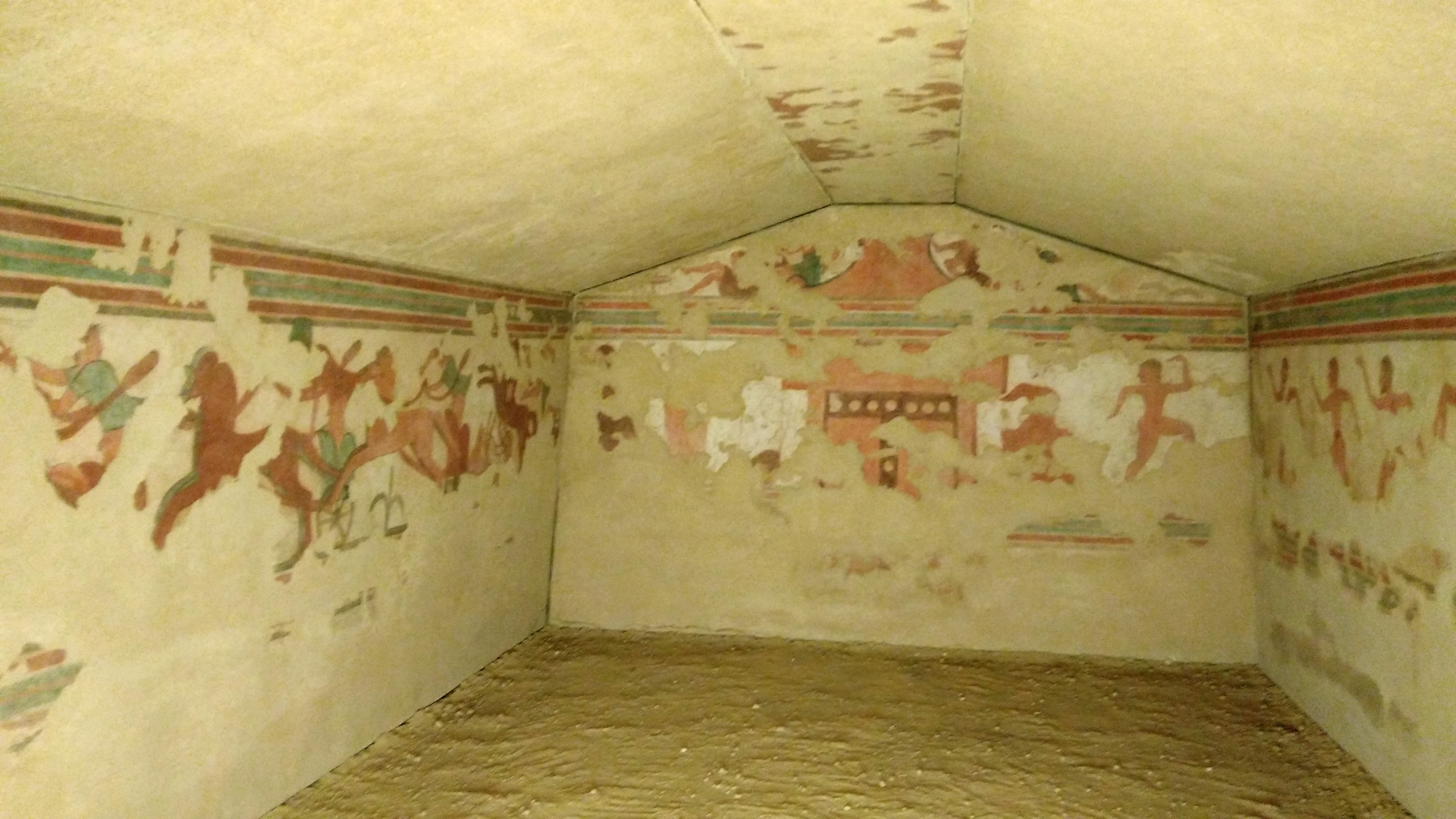

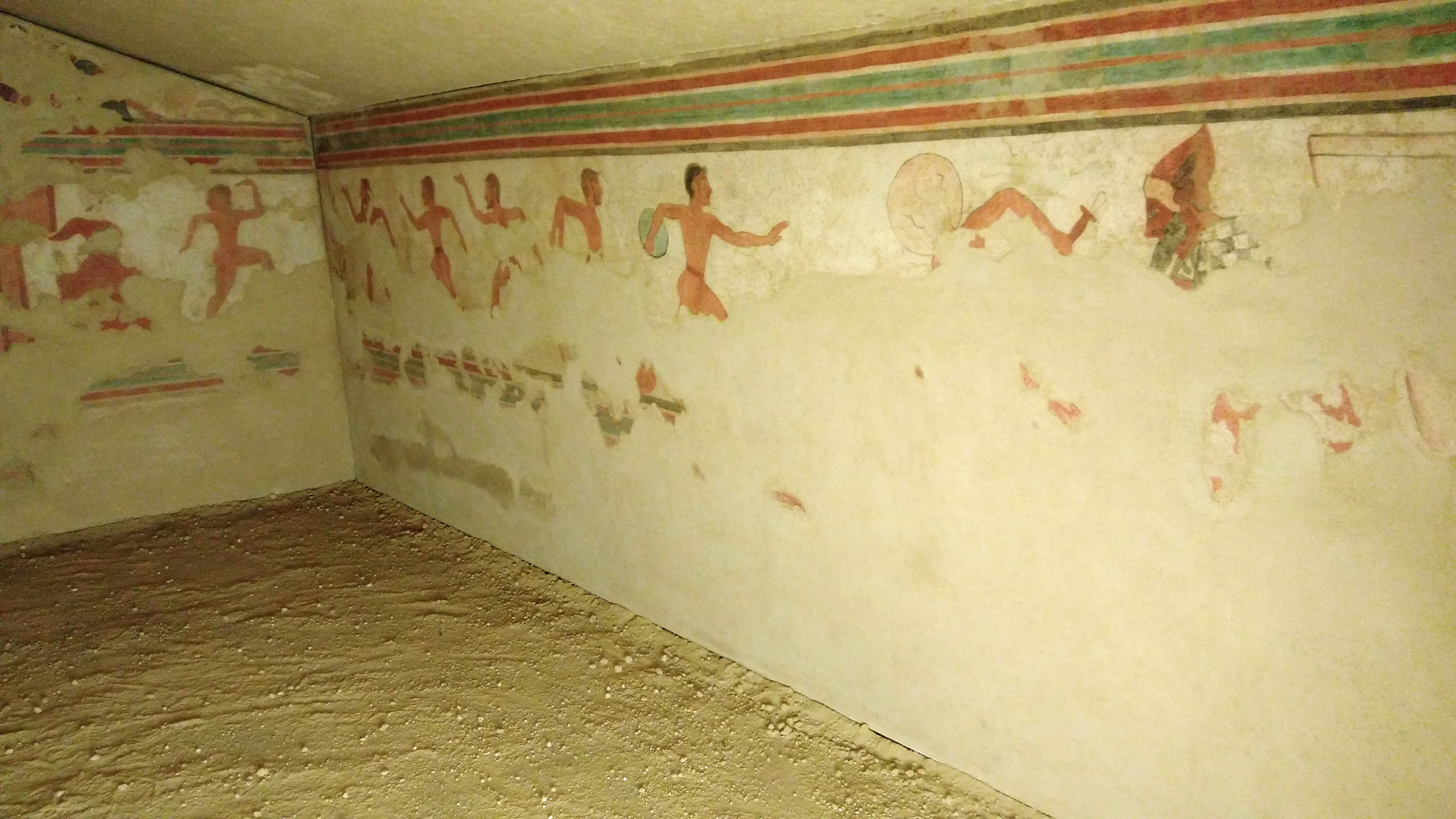

La tombe a été découverte en 1958 par la fondation  Carlo Maurilio Lerici et daterait du VIe siècle av. J.-C.
Il s'agit d'une chambre rectangulaire avec un plafond penchant (a camera) et columen. 
Les fresques en mauvais état (représentant des jeux rituels en l'honneur du défunt) ont été détachées et transférées sur une toile de chanvre fixée sur une toile métallique, une technique mise au point par le docteur Roberto Carità, puis exposées sur une reconstitution de la tombe originelle  au Musée archéologique national de Tarquinia. 
Les jeux funéraires représentent les épreuves de course à pied, saut en longueur, lancer du disque, pugilat et course de biges : on peut voir d'un côté trois coureurs à pied, et, tournés dans l'autre sens, un discobole avec son  énorme disque dans la main droite, et, près de lui, un sauteur se préparant à sauter en longueur. Sur la paroi opposée, un combat de boxe et une course de biges. À côté de ces chars, une scène abîmée montre le Phersu : un homme masqué qui lance un molosse contre une victime à la tête encapuchonnée, qui essaie de se défendre avec une massue.